# Mnesikles
Mnesikles (grekiska: Μνησικλῆς, latin: Mnesicles) var en grekisk arkitekt verksam på 400-talet f.Kr.
Mnesikles var samtida med statsmannen Perikles, skulptören Fidias samt arkitekterna Iktinos och Kallikrates, och ritade enligt Plutarchos Propyléerna på Akropolis i Aten. Baserat på likheter i konstruktion har det hävdats att han även ritade Erechtheion, men för detta saknas det arkeologiska belägg.